# Gongxianosaurus
Gongxianosaurus là một chi khủng long, được He X. Wang C. Liu S. Zhou F. Liu T. Cai & Dai mô tả khoa học năm 1998.